# Caro diario
Caro diario is een Italiaanse dramafilm uit 1993 onder regie van Nanni Moretti.

## Verhaal
De film toont drie gebeurtenissen uit het leven van het hoofdpersonage Nanni Moretti, die hij heeft neergeschreven in een dagboek.
1. Op de vespa: Nanni Moretti beschrijft zijn zomerse ritjes met de vespa door de buitenwijken van Rome. Onderwijl mijmert hij over architectuur en film. Uiteindelijk komt hij terecht in Ostia, waar regisseur Pier Paolo Pasolini werd vermoord.
2. Eilanden: Nanni Moretti brengt een bezoek aan Lipari. Daar gaat hij op zoek naar een plek, waar hij in alle rust kan werken. Hij wordt echter gestoord door lawaaiige toeristen en trekt verder op zoek naar rust.
3. Artsen: Nanni Moretti lijdt aan een huidziekte. Hij consulteert verschillende artsen, maar ze zijn allemaal incompetent. Uiteindelijk blijkt hij een geneesbare vorm van kanker te hebben.

## Rolverdeling
| Acteur             | Personage      |
| ------------------ | -------------- |
| Nanni Moretti      | Nanni Moretti  |
| Jennifer Beals     | Jennifer Beals |
| Giulio Base        | Automobilist   |
| Carlo Mazzacurati  | Filmcriticus   |
| Renato Carpentieri | Gerardo        |
| Antonio Neiwiller  | Burgemeester   |